# Stary Barcik
Stary Barcik (prononciation : [ˈstarɨ ˈbart͡ɕik]) est un village polonais de la gmina de Sanniki dans le powiat de Gostynin de la voïvodie de Mazovie dans le centre-est de la Pologne.

## Histoire
De 1975 à 1998, le village appartenait administrativement à la voïvodie de Płock.